# Forclaz-malom
A Forclaz-malom Argentína Entre Ríos tartományának egyik műemléke, ma múzeumként működik.

## Története
Építtetője az a Juan Bautista Forclaz volt, aki 1859-ben,  hatéves korában szüleivel érkezett Svájcból Argentínába, miután apja, Jean, a család már ott élő tagjaitól azt a hírt kapta, hogy itt jól termő földek vannak és nagy a fejlődési lehetőség. A felnövő fiatalember mezőgazdasági munkákkal foglalkozott, majd 1880-ban házasságot kötött María Margarita Pralonggal, akivel kilenc gyermekük született.
Kezdetben egy 3–4 öszvér erejével hajtott malmot épített fel, de ez nem működött elég hatékonyan, ezért úgy döntött, inkább szélmalmot létesít. Az építkezés 1888 végén kezdődött el, a malom két év alatt készült el. A munkálatokban családtagjain kívül fiatal kőművesek is segédkeztek, köztük például Alejo Delaloye. A belső gépeket 1890-ben helyezték el benne. Forclaz számítása ezúttal sem vált be, a környék szelei nem voltak elegendően erősek ahhoz, hogy jól hajtsák a szélmalmot, ezért később ehelyett is a közelben található régi malmot kellett használnia.
A használaton kívüli malmot 1985-ben nyilvánították nemzeti műemlékké, 1996-ban pedig egy 380 000 pesós állami támogatásból felújították. 2003-ban a tartomány építészeti örökségévé nyilvánították, majd 2011-ben múzeumként nyitották meg.

## Leírás
A malom Argentína Entre Ríos tartományában, Colón megye székhelye, Colón és San José között található egy mezőgazdasági területen, az uruguayi határtól alig több mint 4 kilométerre. A kőalapokon álló, csonkakúp alakú építmény lábánál 25 méter kerületű, fala 1 méter vastag. Három méteres magasságig kőtéglákból épült fel, efelett azonban hagyományos égetett téglákból áll. Záró kupolája, amely függőleges tengely körül is forgatható, 13 méter magasságban található, a vitorlákat tartó tengelyt az ebben található szerkezetre erősítették fel. A ma hiányzó vitorlák egykor 6 méter hosszúak voltak. Az épület két darab, 2 méter magas bejárati ajtóval, ezeken kívül pedig még két–két ablakkal rendelkezik. A nyugatra néző ajtóba dátumokat karcoltak bele.

## Képek

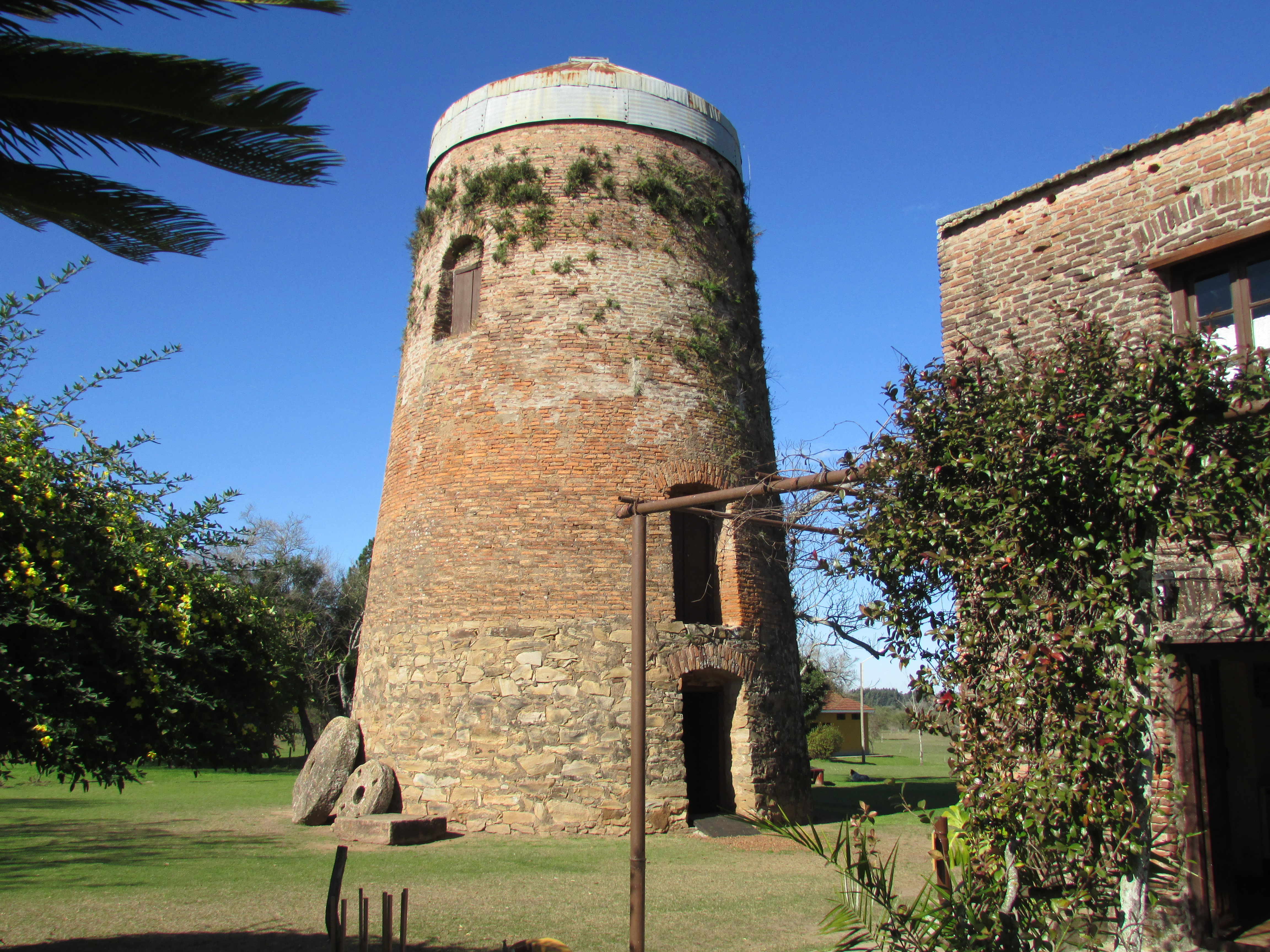
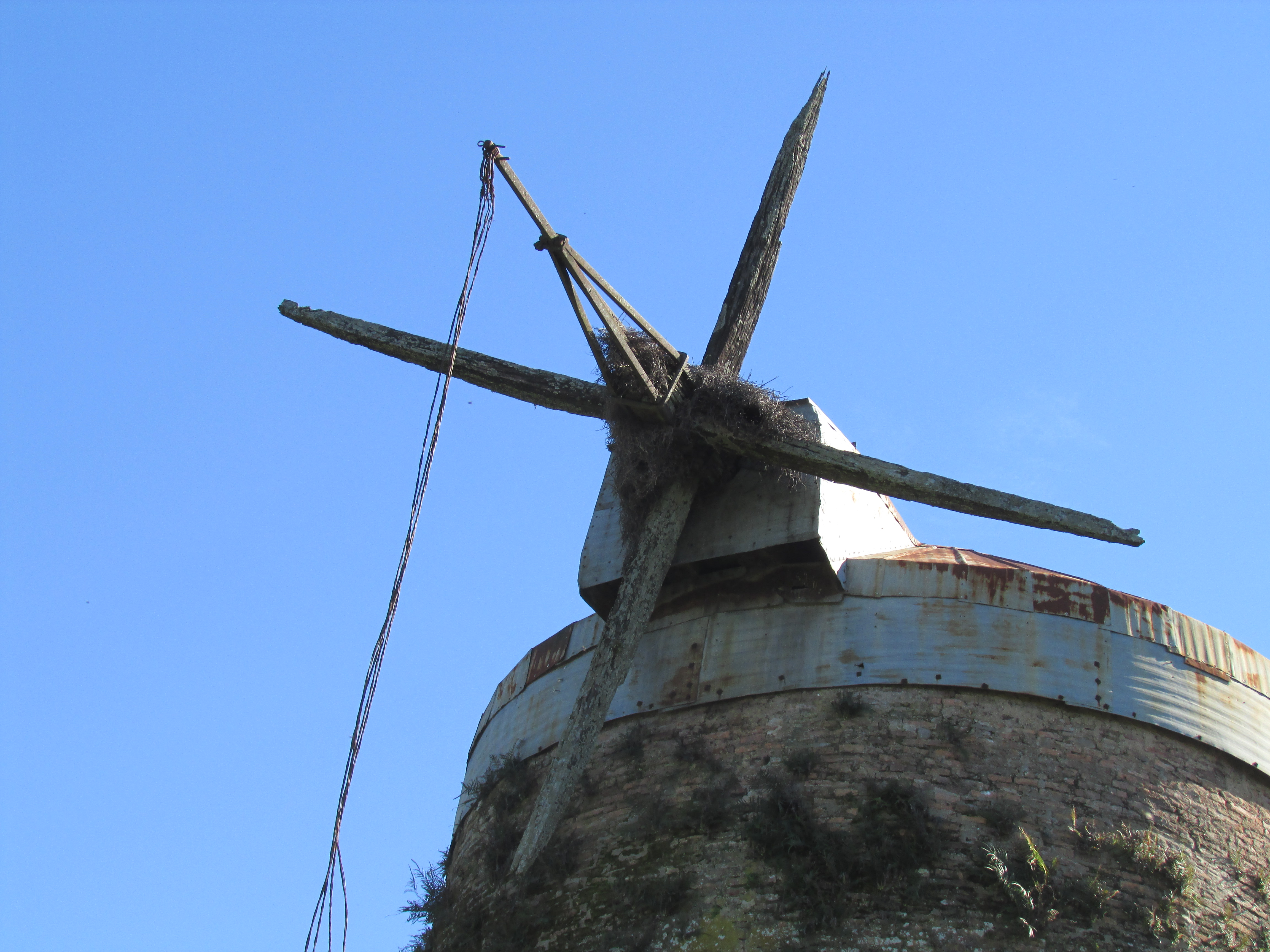
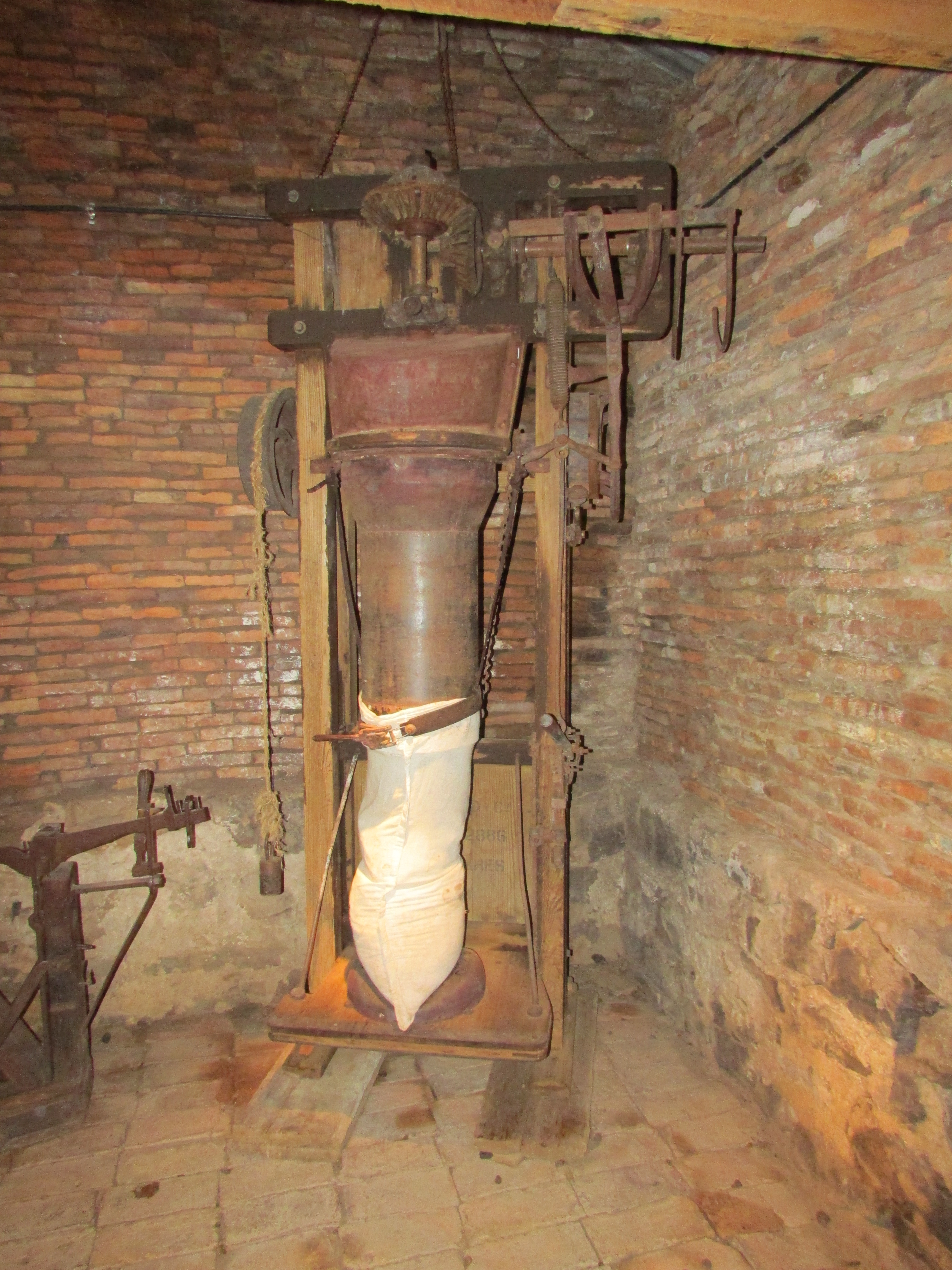
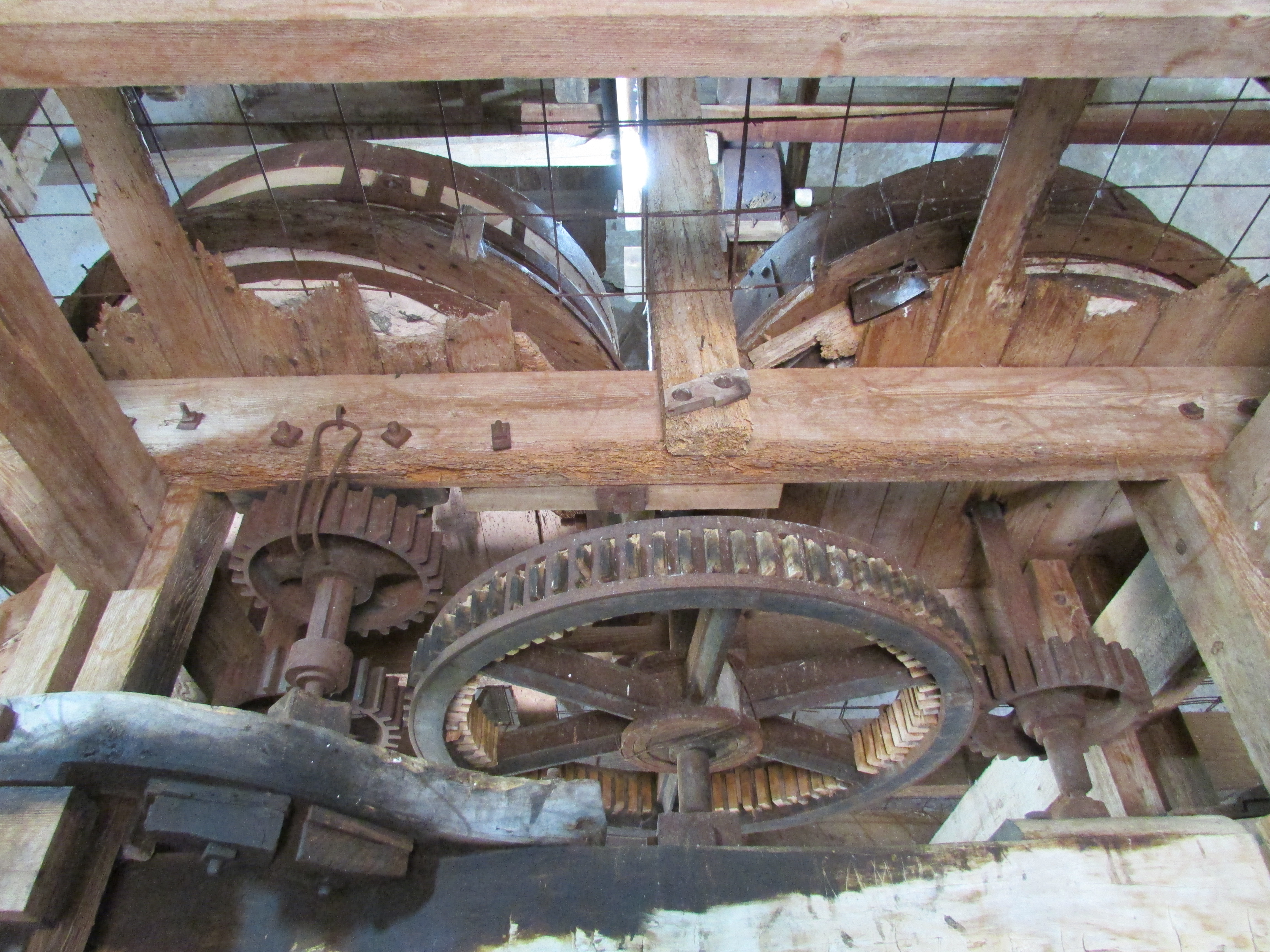
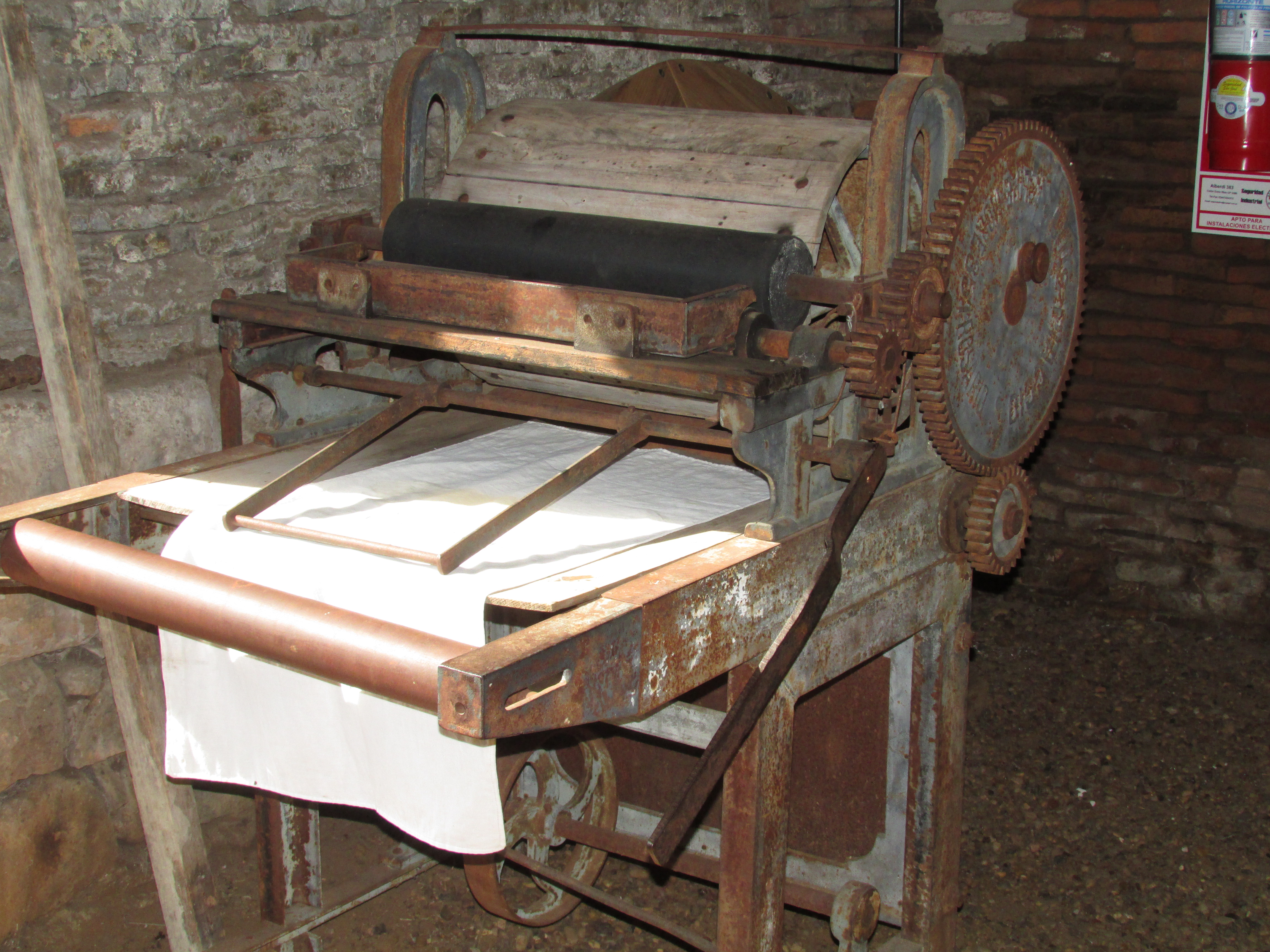